# الصديق بودوارة
الصديق ابريك سليمان بودواره قاص وروائي ليبي.. يمارس مهنة الصحافة .
الصِّدِّيق بودوارة - مواليد 24/8/1963 المرج ، انتقل من مدينة المرج حيث ولد، إلى مدينة البيضاء حيث واصل دراسته وعاش فيها، حتى تحصل على بكالوريوس في مجال الزراعة العام 1988 .
- ماجستير آداب، بكالوريوس اقتصاد زراعي.
- مدير إدارة البرامج بإذاعة الجبل الأخضر المحلية.
-عمل كمدير تحرير لصحيفة قورينا.
- يكتب زاوية أسبوعية في صحيفة الجماهيرية بعنوان : (قبل أن أنسى) منذ عام
2000 وحتى الآن.
- يكتب زاوية أسبوعية في صحيفة قورينا بعنوان (لا مال. لا فزاعه)
- كتب الكثير من البرامج الإذاعية لإذاعة الجماهيرية وإذاعة الجبل الأخضر المحلية.
- الإصدارات:
1. شجرة المطر (مجموعة قصصية) عام 98. عن الدار الجماهيرية للنشر والتوزيع
والإعلان.
2. آلهة الأعذار (مجموعة قصصية) عام 2000. عن دار البيان للنشر.
3. يحكى أن (مجموعة قصصية) عام 2003. عن مجلس تنمية الإبداع.
4. البحث عن السيدة ج (مجموعة نصوص) عام 2005. عن مجلة المؤتمر الليبية.
5. منساد (رواية) عام 2006. عن مجلس الثقافة العام.
6. ميم (مجموعة نصوص) عن مجلس الثقافة العام.